# Olimpiai érmesek listája szánkóban
Ez a lap az olimpiai érmesek listája szánkóban 1964-től 2022-ig.

## Összesített éremtáblázat
(A táblázatokban Magyarország és a rendező nemzet sportolói eltérő háttérszínnel, az egyes számoszlopok legmagasabb értéke vagy értékei vastagítással kiemelve.)
| A téli olimpiai játékok összesített éremtáblázata szánkóban | A téli olimpiai játékok összesített éremtáblázata szánkóban | A téli olimpiai játékok összesített éremtáblázata szánkóban | A téli olimpiai játékok összesített éremtáblázata szánkóban | A téli olimpiai játékok összesített éremtáblázata szánkóban | Olimpia  |
| ----------------------------------------------------------- | ----------------------------------------------------------- | ----------------------------------------------------------- | ----------------------------------------------------------- | ----------------------------------------------------------- | -------- |
|                                                             | Ország                                                      | Arany                                                       | Ezüst                                                       | Bronz                                                       | Összesen |
| 1.                                                          | Németország (GER)                                           | 18                                                          | 10                                                          | 9                                                           | 37       |
| 2.                                                          | NDK (GDR)                                                   | 13                                                          | 8                                                           | 8                                                           | 29       |
| 3.                                                          | Olaszország (ITA)                                           | 7                                                           | 4                                                           | 6                                                           | 17       |
| 4.                                                          | Ausztria (AUT)                                              | 6                                                           | 8                                                           | 8                                                           | 22       |
| 5.                                                          | Egyesült Német Csapat (EUA)                                 | 2                                                           | 2                                                           | 1                                                           | 5        |
| 6.                                                          | NSZK (FRG)                                                  | 1                                                           | 4                                                           | 5                                                           | 10       |
| 7.                                                          | Szovjetunió (URS)                                           | 1                                                           | 2                                                           | 3                                                           | 6        |
|                                                             |                                                             |                                                             |                                                             |                                                             |          |
| 8.                                                          | Oroszország (RUS)                                           | 0                                                           | 3                                                           | 0                                                           | 3        |
| 9.                                                          | Egyesült Államok (USA)                                      | 0                                                           | 3                                                           | 3                                                           | 6        |
| 10.                                                         | Lettország (LAT)                                            | 0                                                           | 1                                                           | 3                                                           | 4        |
| 11.                                                         | Kanada (CAN)                                                | 0                                                           | 1                                                           | 1                                                           | 2        |
|                                                             |                                                             |                                                             |                                                             |                                                             |          |
| Összesen                                                    | Összesen                                                    | 48                                                          | 46                                                          | 47                                                          | 141      |

## Érmesek

### Férfi egyes
| Olimpia              | Arany                                       | Ezüst                                       | Bronz                                    |
| 1964, Innsbruck      | Thomas Köhler · Egyesült Német Csapat (EUA) | Klaus Bonsack · Egyesült Német Csapat (EUA) | Hans Plenk · Egyesült Német Csapat (EUA) |
| 1968, Grenoble       | Manfred Schmid · Ausztria (AUT)             | Thomas Köhler · NDK (GDR)                   | Klaus Bonsack · NDK (GDR)                |
| 1972, Szapporo       | Wolfgang Scheidel · NDK (GDR)               | Harald Ehrig · NDK (GDR)                    | Wolfram Fiedler · NDK (GDR)              |
| 1976, Innsbruck      | Dettlef Günther · NDK (GDR)                 | Josef Fendt · NSZK (FRG)                    | Hans Rinn · NDK (GDR)                    |
| 1980, Lake Placid    | Bernhard Glass · NDK (GDR)                  | Paul Hildgartner · Olaszország (ITA)        | Anton Winkler · NSZK (FRG)               |
| 1984, Szarajevó      | Paul Hildgartner · Olaszország (ITA)        | Szergej Danyilin · Szovjetunió (URS)        | Valerij Dugyin · Szovjetunió (URS)       |
| 1988, Calgary        | Jens Müller · NDK (GDR)                     | Georg Hackl · NSZK (FRG)                    | Jurij Harcsenko · Szovjetunió (URS)      |
| 1992, Albertville    | Georg Hackl · Németország (GER)             | Markus Prock · Ausztria (AUT)               | Markus Schmidt · Ausztria (AUT)          |
| 1994, Lillehammer    | Georg Hackl · Németország (GER)             | Markus Prock · Ausztria (AUT)               | Armin Zöggeler · Olaszország (ITA)       |
| 1998, Nagano         | Georg Hackl · Németország (GER)             | Armin Zöggeler · Olaszország (ITA)          | Jens Müller · Németország (GER)          |
| 2002, Salt Lake City | Armin Zöggeler · Olaszország (ITA)          | Georg Hackl · Németország (GER)             | Markus Prock · Ausztria (AUT)            |
| 2006, Torino         | Armin Zöggeler · Olaszország (ITA)          | Albert Gyemcsenko · Oroszország (RUS)       | Mārtiņš Rubenis · Lettország (LAT)       |
| 2010, Vancouver      | Felix Loch · Németország (GER)              | David Möller · Németország (GER)            | Armin Zöggeler · Olaszország (ITA)       |
| 2014, Szocsi         | Felix Loch · Németország (GER)              | Albert Gyemcsenko · Oroszország (RUS)       | Armin Zöggeler · Olaszország (ITA)       |
| 2018, Phjongcshang   | David Gleirscher · Ausztria (AUT)           | Chris Mazdzer · Egyesült Államok (USA)      | Johannes Ludwig · Németország (GER)      |
| 2022, Peking         | Johannes Ludwig · Németország (GER)         | Wolfgang Kindl · Ausztria (AUT)             | Dominik Fischnaller · Olaszország (ITA)  |

Férfi éremtáblázat
| A téli olimpiai játékok éremtáblázata férfi szánkóban | A téli olimpiai játékok éremtáblázata férfi szánkóban | A téli olimpiai játékok éremtáblázata férfi szánkóban | A téli olimpiai játékok éremtáblázata férfi szánkóban | A téli olimpiai játékok éremtáblázata férfi szánkóban | Olimpia  |
| ----------------------------------------------------- | ----------------------------------------------------- | ----------------------------------------------------- | ----------------------------------------------------- | ----------------------------------------------------- | -------- |
|                                                       | Ország                                                | Arany                                                 | Ezüst                                                 | Bronz                                                 | Összesen |
| 1.                                                    | Németország (GER)                                     | 6                                                     | 4                                                     | 3                                                     | 13       |
| 2.                                                    | NDK (GDR)                                             | 4                                                     | 2                                                     | 3                                                     | 9        |
| 3.                                                    | Olaszország (ITA)                                     | 3                                                     | 2                                                     | 4                                                     | 9        |
| 4.                                                    | Ausztria (AUT)                                        | 2                                                     | 3                                                     | 2                                                     | 7        |
| 5.                                                    | Egyesült Német Csapat (EUA)                           | 1                                                     | 1                                                     | 1                                                     | 3        |
|                                                       |                                                       |                                                       |                                                       |                                                       |          |
| 6.                                                    | Oroszország (RUS)                                     | 0                                                     | 2                                                     | 0                                                     | 2        |
| 7.                                                    | Szovjetunió (URS)                                     | 0                                                     | 1                                                     | 2                                                     | 3        |
| 8.                                                    | Egyesült Államok (USA)                                | 0                                                     | 1                                                     | 0                                                     | 1        |
|                                                       |                                                       |                                                       |                                                       |                                                       |          |
| 9.                                                    | Lettország (LAT)                                      | 0                                                     | 0                                                     | 1                                                     | 1        |
|                                                       |                                                       |                                                       |                                                       |                                                       |          |
| Összesen                                              | Összesen                                              | 16                                                    | 16                                                    | 16                                                    | 48       |

### Női egyes
| Olimpia              | Arany                                          | Ezüst                                      | Bronz                                                           |
| 1964, Innsbruck      | Ortrun Enderlein · Egyesült Német Csapat (EUA) | Ilse Geisler · Egyesült Német Csapat (EUA) | Helene Thurner · Ausztria (AUT)                                 |
| 1968, Grenoble       | Erica Lechner · Olaszország (ITA)              | Christina Schmuck · NSZK (FRG)             | Angelika Dünhaupt · NSZK (FRG)                                  |
| 1972, Szapporo       | Anna-Maria Müller · NDK (GDR)                  | Ute Rührold · NDK (GDR)                    | Margit Schumann · NDK (GDR)                                     |
| 1976, Innsbruck      | Margit Schumann · NDK (GDR)                    | Ute Rührold · NDK (GDR)                    | Elisabeth Demleitner · NSZK (FRG)                               |
| 1980, Lake Placid    | Vera Zozuļa · Szovjetunió (URS)                | Melitta Sollmann · NDK (GDR)               | Ingrīda Amantova · Szovjetunió (URS)                            |
| 1984, Szarajevó      | Steffi Martin · NDK (GDR)                      | Bettina Schmidt · NDK (GDR)                | Ute Weiss · NDK (GDR)                                           |
| 1988, Calgary        | Steffi Walter · NDK (GDR)                      | Ute Oberhoffner · NDK (GDR)                | Cerstin Schmidt · NDK (GDR)                                     |
| 1992, Albertville    | Doris Neuner · Ausztria (AUT)                  | Angelika Neuner · Ausztria (AUT)           | Susi Erdmann · Németország (GER)                                |
| 1994, Lillehammer    | Gerda Weissensteiner · Olaszország (ITA)       | Susi Erdmann · Németország (GER)           | Andrea Tagwerker · Ausztria (AUT)                               |
| 1998, Nagano         | Silke Kraushaar · Németország (GER)            | Barbara Niedernhuber · Németország (GER)   | Angelika Neuner · Ausztria (AUT)                                |
| 2002, Salt Lake City | Sylke Otto · Németország (GER)                 | Barbara Niedernhuber · Németország (GER)   | Silke Kraushaar · Németország (GER)                             |
| 2006, Torino         | Sylke Otto · Németország (GER)                 | Silke Kraushaar · Németország (GER)        | Tatjana Hüfner · Németország (GER)                              |
| 2010, Vancouver      | Tatjana Hüfner · Németország (GER)             | Nina Reithmayer · Ausztria (AUT)           | Natalie Geisenberger · Németország (GER)                        |
| 2014, Szocsi         | Natalie Geisenberger · Németország (GER)       | Tatjana Hüfner · Németország (GER)         | Erin Hamlin · Egyesült Államok (USA)                            |
| 2018, Phjongcshang   | Natalie Geisenberger · Németország (GER)       | Dajana Eitberger · Németország (GER)       | Alex Gough · Kanada (CAN)                                       |
| 2022, Peking         | Natalie Geisenberger · Németország (GER)       | Anna Berreiter · Németország (GER)         | Tatyjana Ivanova · Az Orosz Olimpiai Bizottság versenyzői (ROC) |

Női éremtáblázat
| A téli olimpiai játékok éremtáblázata női szánkóban | A téli olimpiai játékok éremtáblázata női szánkóban | A téli olimpiai játékok éremtáblázata női szánkóban | A téli olimpiai játékok éremtáblázata női szánkóban | A téli olimpiai játékok éremtáblázata női szánkóban | Olimpia  |
| --------------------------------------------------- | --------------------------------------------------- | --------------------------------------------------- | --------------------------------------------------- | --------------------------------------------------- | -------- |
|                                                     | Ország                                              | Arany                                               | Ezüst                                               | Bronz                                               | Összesen |
| 1.                                                  | Németország (GER)                                   | 7                                                   | 7                                                   | 4                                                   | 18       |
| 2.                                                  | NDK (GDR)                                           | 4                                                   | 5                                                   | 3                                                   | 12       |
| 3.                                                  | Olaszország (ITA)                                   | 2                                                   | 0                                                   | 0                                                   | 2        |
| 4.                                                  | Ausztria (AUT)                                      | 1                                                   | 2                                                   | 3                                                   | 6        |
| 5.                                                  | Egyesült Német Csapat (EUA)                         | 1                                                   | 1                                                   | 0                                                   | 2        |
| 6.                                                  | Szovjetunió (URS)                                   | 1                                                   | 0                                                   | 1                                                   | 2        |
|                                                     |                                                     |                                                     |                                                     |                                                     |          |
| 7.                                                  | NSZK (FRG)                                          | 0                                                   | 1                                                   | 2                                                   | 3        |
| 8.                                                  | Egyesült Államok (USA)                              | 0                                                   | 0                                                   | 1                                                   | 1        |
|                                                     | Kanada (CAN)                                        | 0                                                   | 0                                                   | 1                                                   | 1        |
|                                                     | Kínai Köztársaság (ROC)                             | 0                                                   | 0                                                   | 1                                                   | 1        |
|                                                     |                                                     |                                                     |                                                     |                                                     |          |
| Összesen                                            | Összesen                                            | 16                                                  | 16                                                  | 16                                                  | 48       |

### Kettes
| Olimpia              | Arany                                                  | Ezüst                                                         | Bronz                                                           |
| 1964, Innsbruck      | Ausztria (AUT) · Josef Feistmantl · Manfred Stengl     | Ausztria (AUT) · Reinhold Senn · Helmut Thaler                | Olaszország (ITA) · Walter Aussendorfer · Sigisfredo Mair       |
| 1968, Grenoble       | NDK (GDR) · Klaus Bonsack · Thomas Köhler              | Ausztria (AUT) · Manfred Schmid · Ewald Walch                 | NSZK (FRG) · Wolfgang Winkler · Fritz Nachmann                  |
| 1972, Szapporo       | NDK (GDR) · Horst Hörnlein · Reinhard Bredow           | Nem adták ki                                                  | NDK (GDR) · Klaus Bonsack · Wolfram Fiedler                     |
| 1972, Szapporo       | Olaszország (ITA) · Paul Hildgartner · Walter Plaikner | Nem adták ki                                                  | NDK (GDR) · Klaus Bonsack · Wolfram Fiedler                     |
| 1976, Innsbruck      | NDK (GDR) · Hans Rinn · Norbert Hahn                   | NSZK (FRG) · Hans Brandner · Balthasar Schwarm                | Ausztria (AUT) · Rudolf Schmid · Franz Schachner                |
| 1980, Lake Placid    | NDK (GDR) · Hans Rinn · Norbert Hahn                   | Olaszország (ITA) · Peter Gschnitzer · Karl Brunner           | Ausztria (AUT) · Georg Fluckinger · Karl Schrott                |
| 1984, Szarajevó      | NSZK (FRG) · Hans Stangassinger · Franz Wembacher      | Szovjetunió (URS) · Jevgenyij Belouszov · Alekszandr Beljakov | NDK (GDR) · Jörg Hoffmann · Jochen Pietzsch                     |
| 1988, Calgary        | NDK (GDR) · Jörg Hoffmann · Jochen Pietzsch            | NDK (GDR) · Stefan Krausse · Jan Behrendt                     | NSZK (FRG) · Thomas Schwab · Wolfgang Staudinger                |
| 1992, Albertville    | Németország (GER) · Stefan Krausse · Jan Behrendt      | Németország (GER) · Yves Mankel · Thomas Rudolph              | Olaszország (ITA) · Hansjörg Raffl · Norbert Huber              |
| 1994, Lillehammer    | Olaszország (ITA) · Kurt Brugger · Wilfried Huber      | Olaszország (ITA) · Hansjörg Raffl · Norbert Huber            | Németország (GER) · Stefan Krausse · Jan Behrendt               |
| 1998, Nagano         | Németország (GER) · Stefan Krausse · Jan Behrendt      | Egyesült Államok (USA) · Chris Thorpe · Gordon Sheer          | Egyesült Államok (USA) · Mark Grimmette · Brian Martin          |
| 2002, Salt Lake City | Németország (GER) · Patric Leitner · Alexander Resch   | Egyesült Államok (USA) · Mark Grimmette · Brian Martin        | Egyesült Államok (USA) · Chris Thorpe · Clay Ives               |
| 2006, Torino         | Ausztria (AUT) · Andreas Linger · Wolfgang Linger      | Németország (GER) · André Florschütz · Torsten Wustlich       | Olaszország (ITA) · Gerhard Plankensteiner · Oswald Haselrieder |
| 2010, Vancouver      | Ausztria (AUT) · Andreas Linger · Wolfgang Linger      | Lettország (LAT) · Andris Šics · Juris Šics                   | Németország (GER) · Patric Leitner · Alexander Resch            |
| 2014, Szocsi         | Németország (GER) · Tobias Arlt · Tobias Wendl         | Ausztria (AUT) · Andreas Linger · Wolfgang Linger             | Lettország (LAT) · Andris Šics · Juris Šics                     |
| 2018, Phjongcshang   | Németország (GER) · Tobias Wendl · Tobias Arlt         | Ausztria (AUT) · Peter Penz · Georg Fischler                  | Németország (GER) · Toni Eggert · Sascha Benecken               |
| 2022, Peking         | Németország (GER) · Tobias Wendl · Tobias Arlt         | Németország (GER) · Toni Eggert · Sascha Benecken             | Ausztria (AUT) · Thomas Steu · Lorenz Koller                    |

### Vegyes váltó
| Olimpia            | Arany                                                                                   | Ezüst                                                                                                   | Bronz                                                                              |
| 2014, Szocsi       | Németország (GER) · Natalie Geisenberger · Felix Loch · Tobias Wendl · Tobias Arlt      | Oroszország (RUS) · Tatyjana Ivanova · Albert Gyemcsenko · Alekszandr Gyenyiszjev · Vlagyiszlav Antonov | Lettország (LAT) · Elīza Tīruma · Mārtiņš Rubenis · Andris Šics · Juris Šics       |
| 2018, Phjongcshang | Németország (GER) · Natalie Geisenberger · Johannes Ludwig · Tobias Wendl · Tobias Arlt | Kanada (CAN) · Alex Gough · Samuel Edney · Tristan Walker · Justin Snith                                | Ausztria (AUT) · Madeleine Egle · David Gleirscher · Peter Penz · Georg Fischler   |
| 2022, Peking       | Németország (GER) · Natalie Geisenberger · Johannes Ludwig · Tobias Wendl · Tobias Arlt | Ausztria (AUT) · Madeleine Egle · Wolfgang Kindl · Thomas Steu · Lorenz Koller                          | Lettország (LAT) · Elīza Tīruma · Kristers Aparjods · Mārtiņš Bots · Roberts Plūme |